# Skyline Drive
A Skyline Drive egy 9,72 km hosszú út New Jersey északi részén, ami a 287-es autópályát köti össze a Bergenben fekvő Oaklandtól az 511-es országúttal. Utóbbi végpontja Passaic megyében Ringwoodnál van. Az út keresztülszeli a Ramapo-hegységben a Ringwoodi Állami Parkot. A Ringwood és Wanaque környékén élők ezen az útvonalon jutnak el a 287-es autópályához. Az út másik ismert neve Bergenben S91, míg Passaicban ez a 692-es országút. Az S91-es autópálya tovább is folytatódik még dél felé. Ez a rész köti össze a Skyline Drive déli végpontját a West Oakland Avenue-n keresztül a 202-es úttal.
Dél felé haladva az útról lehet látni a 40 km-re fekvő Manhattan sziluettjét. A hó és a jég miatt télen gyakran nem lehet átjutni az átázott, szűk úton. 2000 decemberében egy halálos baleset történt az úton, melynek következtében az útról lesodródó 40 tonnás dömper miatt meghalt három ringwoodi lakos.

## Útvonala

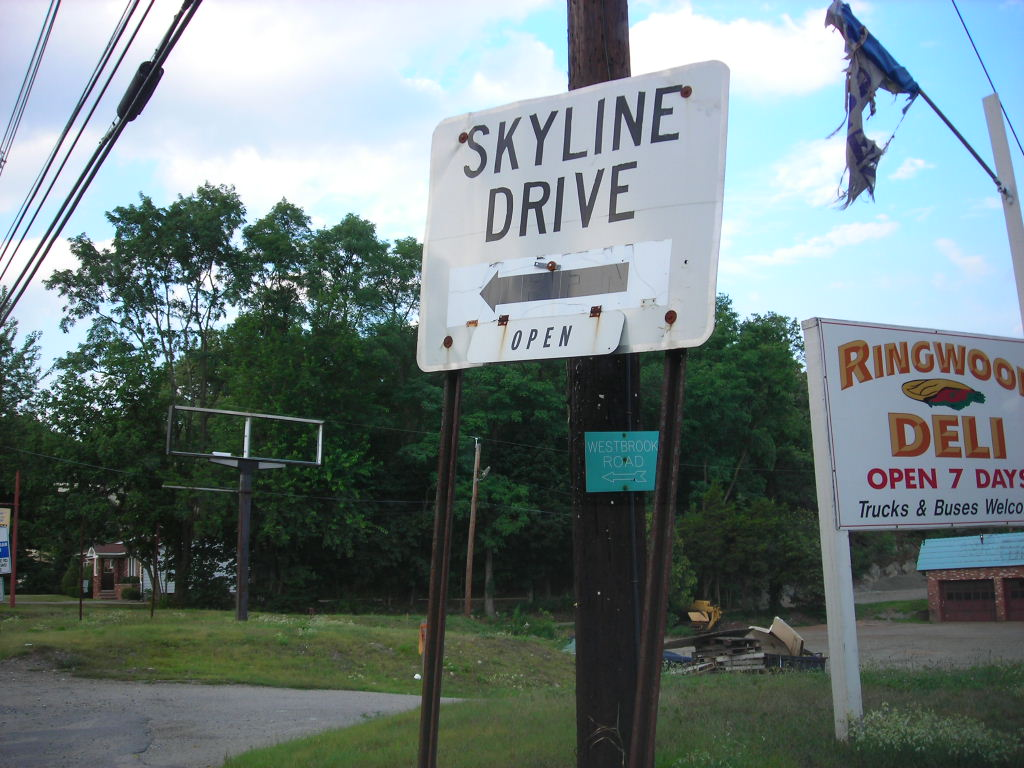
A Skyline Drive irányát jelző tábla az 511-es országút mentén Ringwoodban. A felirat azt jelzi, hogy az úton lehet közlekedni

Az S-91-es országút a 202-es New Jersey-i úttól indul ki Oakland egyik külvárosában. Az út nyugat felé halad, metszi a New York-Susquehanna Nyugati Vasútvonalat, majd dél felé fut a 287-es országúttal párhuzamosan. Ezt követően az 58. kijáratnál találkozik az országúttal, és nyugat felé haladva átszeli Oakland egyik családi házas, kereskedelmi övezetét. Áthalad a közeli Ramapo folyó fölött, és egy közlekedési lámpánál indul el a valódi Skyline Drive. Itt az S–91 a Skyline Drive-val párhuzamosan fut észak felé. Ezután áthalad a 287-es országút alatt, majd beletorkollik egy majdnem lóhere alakú kereszteződésbe. Az út innen északi irányba visz, ahol erdős területeken megy keresztül, és amit lakóházak váltanak fel. Az út innentől északnyugati irányba fut, és átszeli a közeli Ringwood Manor State Park területét. Mind az S–91, mind a Skyline Drive itt éri el Pasaic megye területét. Egy rövid szakaszon itt a 692-es országút néven fut. Egy lassú kanyar után északkelet felé fordul a nyomvonal, majd ismét visszatér az út Bergen megyébe. Itt ismét S–91 lesz a neve. Egy rövid szakaszon még mindig a nemzeti park területén visz az út, majd a Skyline Drive nyombvonala még egyszer keresztezi a két megye határát.

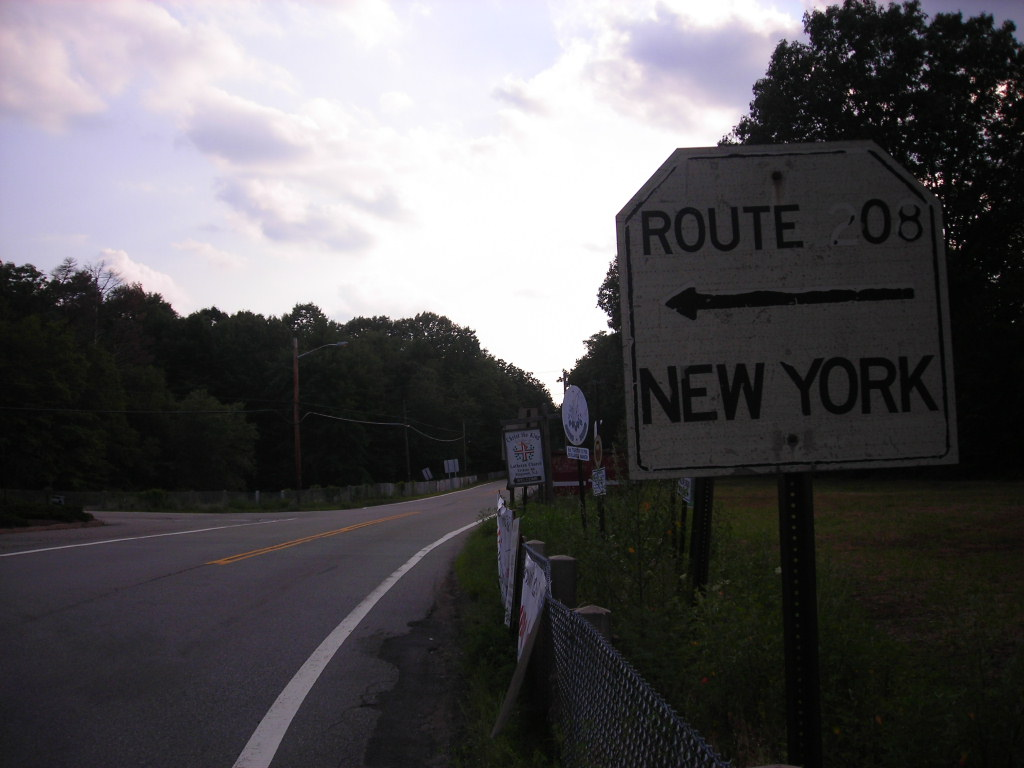
A tábla a 208-as út régi nyomvonalát jelzi Ringwoodban

Miután visszatértünk ismét Passaic megyébe, az út először a Ringwood Manoron keresztül északra visz, majd több kanyarral érinti a park legészakibb pontját. Itt érjük el Ringwood közigazgatási területét, és a sűrű erdőből egy lakóövezetbe jutunk. Az út keresztülmegy a városon, közben több helyi utcát keresztez, majd ismét északnyugat felé fordul. Mielőtt keresztezné a Countryside Lane vonalát, északkeletre fordul, és ismét egy sűrű erdőbe vezet. Miután egy újabb lakóövezeten jutunk keresztül, az út észak felé fordul, és egészen a végéig, az Erskine Roaddal való találkozásáig ebbe az irányba halad. A kanyar után a Skyline Drive és a 692-es országút nyomvonala is ugyanabba az irányba megy, mígnem a Skyline Drive Ringwood közelében, szinte a Wanaque forrás partjainál bele nem torkollik az 511-es országútba.

## Története
A Skyline Drive vonalán először az 1920-as években jelöltek ki területet országút építésére. A 3. országút jött volna erre. Mikor 1927-ben átszámozták New Jerseyben az utakat, az út száma S-4-B lett, ami az államokat összekötő 4. országút egyik leágazása lett. Az út jelzését 1953-ban azonban ismét megváltoztatták. Innentől a 208-as országút része lett. Voltak olyan tervek, melyek alapján a 208-as út vonalát tovább fejlesztik, és korlátozott hozzáférésű úttá alakítják. Az egyik végén a Wanaque forrás és a Greenwood-tó, a másik végén a New York-i vonal lett volna. A 287-es államközi országútnak a maihoz hasonló kereszteződései lettek volna. Az 1970-es években leállították a 66,3 millió dolláros tervet, mert magasak voltak a költségek, és környezetvédelmi aggályok is megfogalmazódtak.

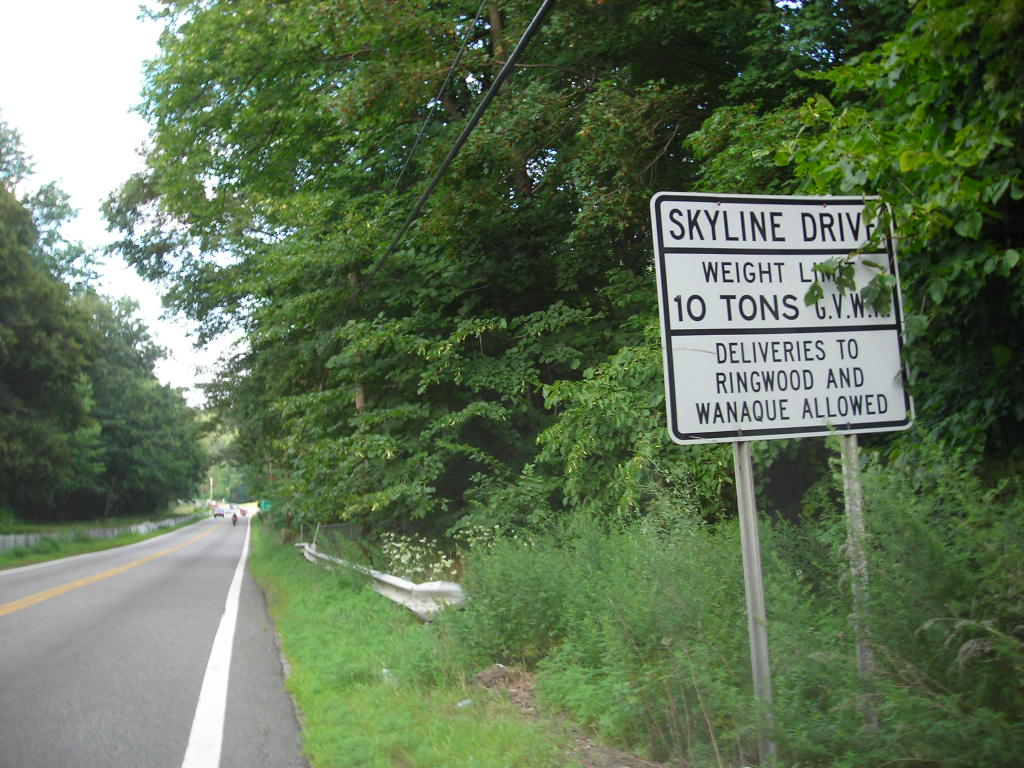
Útjelzés a teherautók kitiltásáról

Miután a 208-as utat a West Oakland sugárútig meghosszabbították, majdnem a Skyline Drive-ig elért. Itt az autósok észak felé tovább mehettek Ringwood és Erskine felé. Az 1960-as években a 208-as út a Skyline Drive-val párhuzamosan futott. Mikor a 287-es út elkészült, akkor lerövidítették a 208-as vonalát. Miután 2000 decemberében egy teherautó felborult a Skyline Drive-on, a New Jersey Department of Transportation 2001 áprilisában kitiltott minden ilyen járművet az útról. A tilalom a buszokra nem vonatkozik.